# Luis Hernández (poeta)
Luis Guillermo Hernández Camarero (Lima, 18 de diciembre de 1941-Buenos Aires, 3 de octubre de 1977) fue un poeta peruano de la Generación del 60.

## Biografía
Luis Hernández estudió en la Pontificia Universidad Católica del Perú, y luego en la Universidad Nacional Mayor de San Marcos. A la par de su profesión de médico, Hernández cultivó la poesía y fue uno de los más conspicuos representantes de la denominada Generación del 60. Fue uno de los primeros en incorporar el humor y las citas metatextuales en la poesía peruana. Dueño de una obra singularísima, Hernández es también uno de los responsables de la incorporación en la poesía peruana de la astronomía y de las ciencias en general. Por ello, junto al humor de sus versos, no es infrecuente hallar en los originales de su obra "pentagramas espaciales" o la forma como el astrónomo alemán Johannes Kepler graficó la llamada "música de las estrellas", así como muchas otras referencias científicas.

## Obra y estilo
En vida, Hernández publicó tres poemarios: Orilla (Lima, La Rama Florida, 1961), Charlie Melnick (Lima, La Rama Florida, 1962) y Las Constelaciones (Trujillo, Cuadernos Trimestrales de Poesía, 1965). A pesar de mostrar los vestigios de una idea poética innovadora y vital, estas obras fueron tibiamente recibidas por la crítica especializada. Tras la aparición de Las Constelaciones, Hernández renuncia a la publicación formal de sus escritos. Hasta su fallecimiento, el poeta publicó en algunas revistas, diarios y antologías. A partir de 1970, Hernández comenzó la heterodoxa práctica que lo llevó a convertirse en una casi leyenda urbana: redactó a mano sus versos en innumerables cuadernos, en los que su bella caligrafía se aunaba a la fuerza de su voz poética. Dichos cuadernos muchas veces los regaló a amigos o, incluso, a personas que no tenían interés en la literatura. La utilización de estos cuadernos y otros diversos materiales (tales como servilletas, telas, y demás) no debe verse sino como otra forma de practicar la poesía por parte de Hernández, en donde toma prepoderancia una voluntad ológrafa que desde siempre había estado presente en el vocabulario del poeta. De este modo, podemos apreciar que tanto la caligrafía como los dibujos, los recortes de prensa que pegó y los poemas ajenos que tradujo e incorporó, toman mayor protagonismo en el corpus poético de Hernández. Esta ingente cantidad de poemas dispersos y novedosos tomaron forma en Vox horrísona(Lima, Ediciones Ames, 1978), que Nicolás Yerovi compiló y publicó.

## Vox horrísona
En los años 70 Nicolás Yerovi empezó, con permiso de Hernández, a reunir sus cuadernos con miras a preparar una edición de su obra completa, Vox horrísona (1978). Al no ser una edición facsimilar, el aspecto gráfico de la obra de Hernández quedó de lado, con la excepción de algunas pocas páginas de los cuadernos reproducidas en la sección "Ilustraciones". Después de la publicación de Vox Horrísona, más cuadernos aparecieron, algunos de los cuales ya han sido publicados. Reproducciones digitales de varios cuadernos ellos pueden ser encontradas en la Pontificia Universidad Católica del Perú. Esta institución también posee algunos manuscritos del poeta y continúa buscando nuevos textos para resguardarlos o, al menos, preservarlos digitalmente.

## Su muerte
Luis Hernández falleció en 1977, en la ciudad de Buenos Aires, adonde había viajado para tratarse una enfermedad mental. El poeta se suicidó lanzándose a las vías de un tren; puesto que según lo que él manifiesta en una carta a su amada Betty su pareja o como él la llamaba "frazadita", su felicidad estaba fuera de toda esperanza. Según el actor peruano Reynaldo Arenas, amigo de Luis, el poeta murió en un enfrentamiento con los policías y luego fue arrojado a los rieles.

## Nuevos datos acerca de Luis Hernández
Entre agosto y septiembre de 2008 apareció el libro La armonía de H. Vida y poesía de Luis Hernández Camarero del periodista Rafael Romero Tassara (Jaime Campodónico Editor, 2008) en el cual se sugiere que Luis Hernández realmente habría sufrido un accidente, refutando la muy extendida versión del suicidio y a su vez la idea de que pudiera haber muerto a manos de la milicia argentina. El libro muestra con una variedad de documentos que Hernández sí estuvo durante un período largo internado en la clínica García Badaracco así como muchos datos alrededor de su muerte que hasta la fecha se habían obviado, entre ellos, por ejemplo, que el día de la muerte del poeta no hubo operativos militares en la zona, tal como lo han informado muchas ONG´S especializadas en el tema de la violencia política argentina y aparece en el libro. La armonía de H... ha puesto en circulación muchas claves sobre la obra de Luis Hernández, y una gran cantidad de fotografías y poemas, todos ellos inéditos hasta el momento en que apareció la publicación. Entre ellos se encuentra la llamada "Libreta Bayer", que está ubicada en el bolsillo posterior del volumen y se ha repoducido con las mismas dimensiones que el original. Así también, La armonía de H trae más de 40 manuscritos inéditos, hechos por Luis Hernández en diversos períodos de su vida. La crítica ha considerado que el libro de Romero Tassara es «una exhaustiva y magistral biografía de este gran poeta» que desvirtúa con pruebas algunas falsas imágenes en la percepción popular, como que Luís Hernández dio "un único recital en toda su vida" o que luego de Las Constelaciones no publicó más. La armonía de H... muestra de forma documentada que Hernández, tras la aparición de Las Constelaciones, publicó mucho en revistas, dato perdido en el tiempo y que ha sido rescatado por la investigación de Romero Tassara. Como producto de más de 70 entrevistas a parientes (amigos y conocidos) y un archivo documental que empieza en 1948 y termina el año 2007, esta es la primera biografía completa del poeta así como un acercamiento real a su obra.
En el año 2017, la Casa de la Literatura Peruana organizó, en conjunto con la familia Hernández Camarero y con el apoyo del fotógrafo Herman Schwarz -quien guarda un amplio archivo sobre el poeta-, la exposición "El sol lila: constelaciones poéticas de Luis Hernández", un recuento -acaso el más extensivo realizado hasta el momento- de su vida, obra y trascendencia que acercó al poeta a miles de lectores a través de la presentación de sus cuadernos ológrafos (en formato original y facsimilar) y de cartas, fotografías, videos, audios, testimonios y objetos relacionados al poeta. En ella, participaron amigos como los hermanos Larco, sus hermanos Carlos y Máx, y la editorial independiente Pesopluma, que desde el año 2015 viene publicando al autor y trabajando en la recuperación de su obra a través de la reproducción facsimilar de sus cuadernos manuscritos en la colección Cuadernos Ológrafos de Luis Hernández, que busca revalorizar la estética original del poeta.

## Obras
- Orilla (1961)
- Charlie Melnick (1962)
- Las Constelaciones (1965)
- Vox Horrísona(1970), que incluye:
  - Voces íntimas
  - Naturaleza viva
  - El curvado universo
  - El jardín de los cherris
  - El elefante asado
  - La novela de la isla
  - El sol lila
  - El estanque moteado
  - Elegías
  - Al borde de la mar
  - Ars poética
  - La avenida del cloro eterno
  - Una impecable soledad
  - Elogio de la poesía
  - Ofrenda lírica
  - Canción del helio
  - La playa inexistente
  - The hour glass
  - Canciones francesas
  - Los planetas
  - Flowers
  - Último cuaderno

### Artículos en diarios
- La verdad perdurable al fin (enlace roto disponible en Internet Archive; véase el historial, la primera versión y la última). La República

- Datos: Q5877363